# PESA

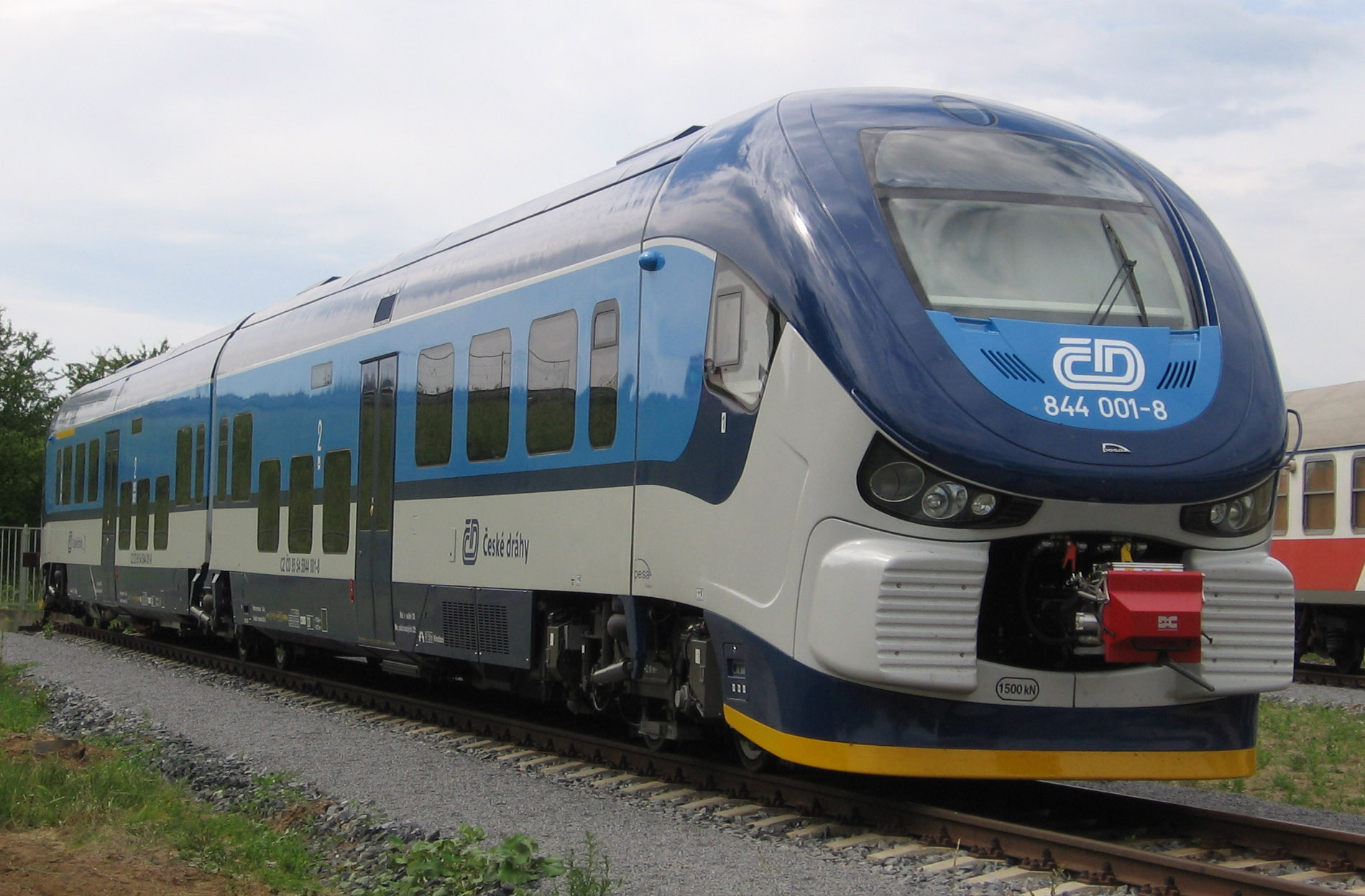
PESA 844型 "LiNK" 気動車
（チェコ鉄道での運行車両）

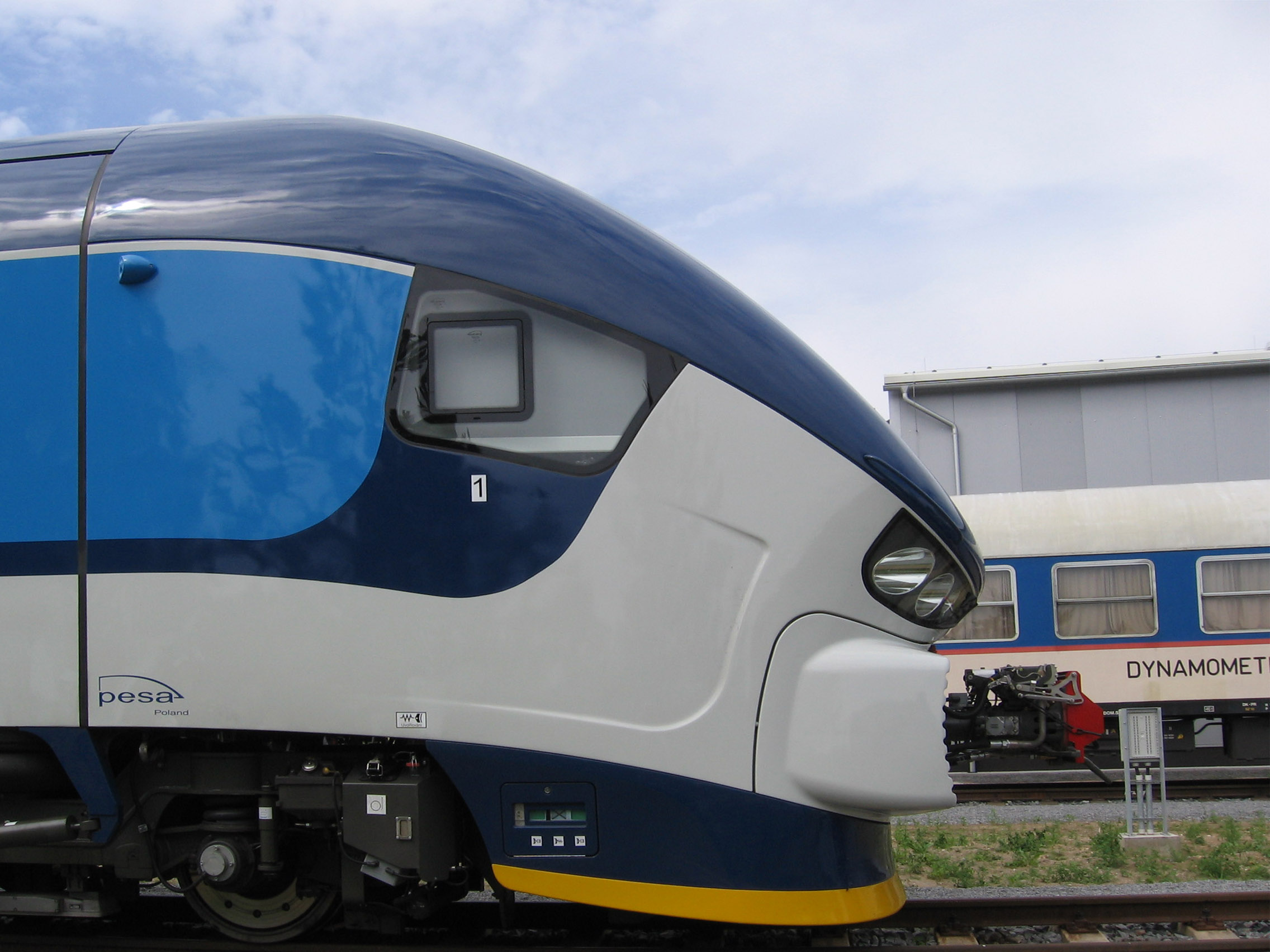
PESA 844型 "LiNK" 気動車の頭部

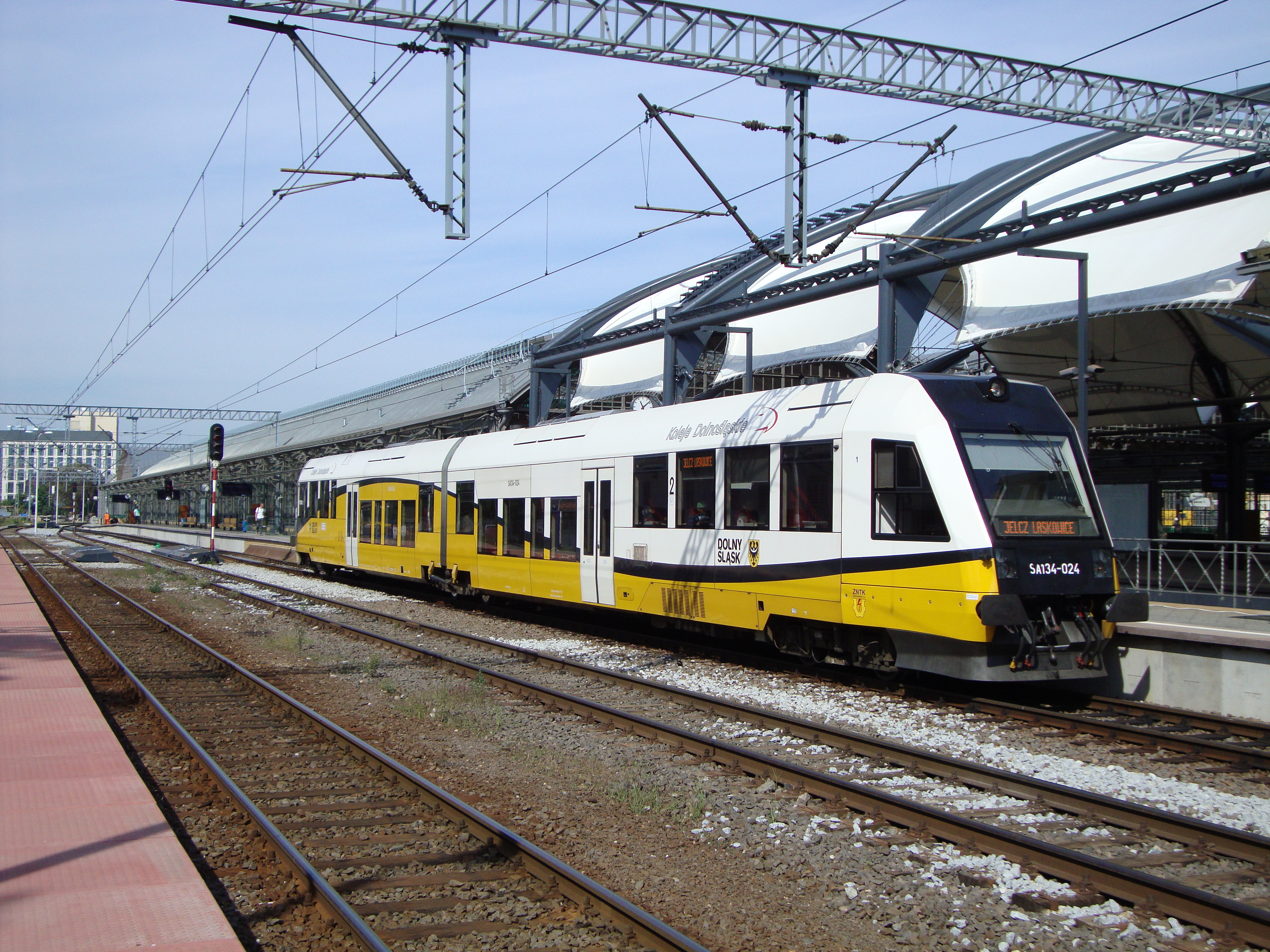
PESA 134形気動車

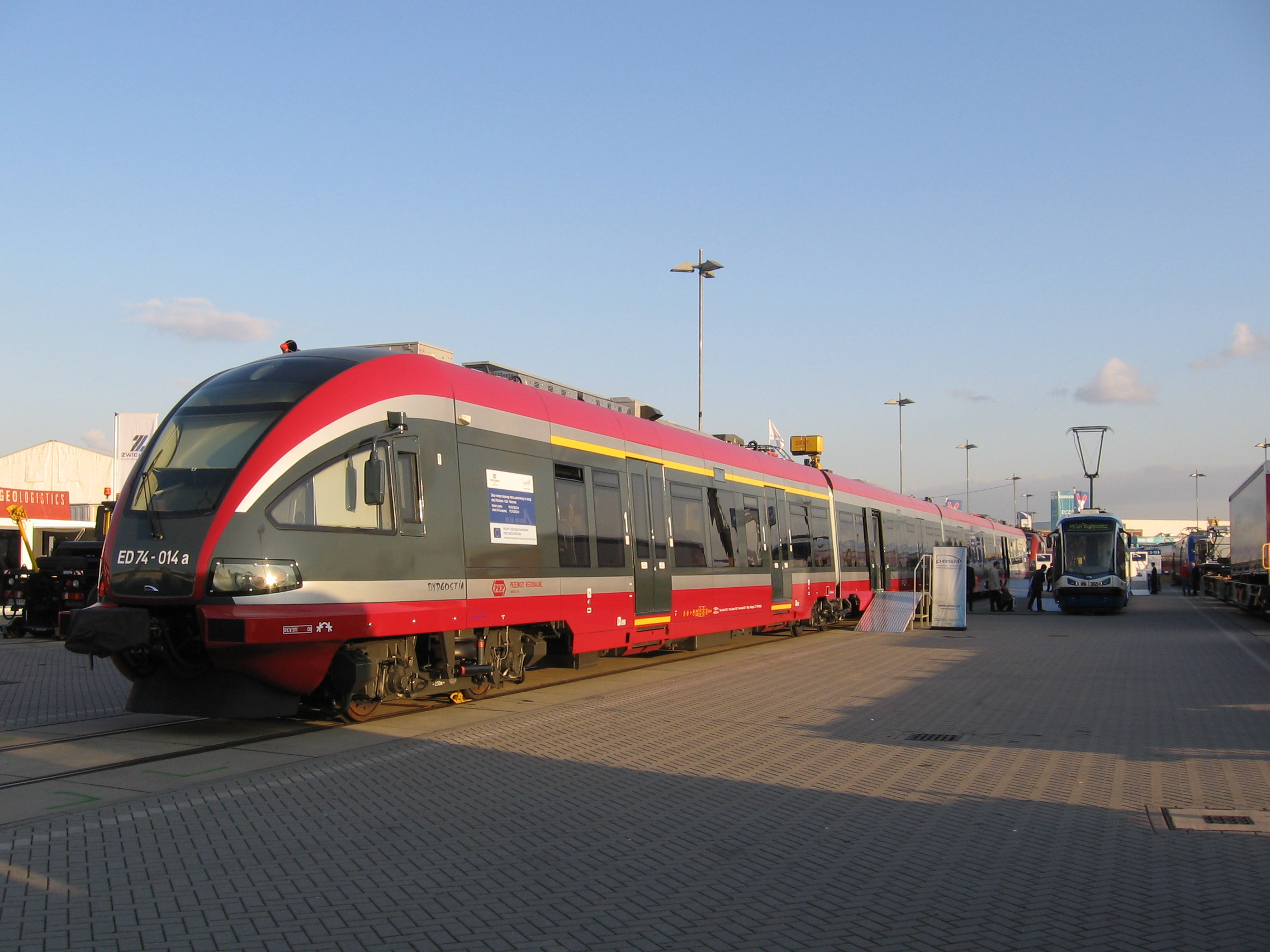
ED74形電車

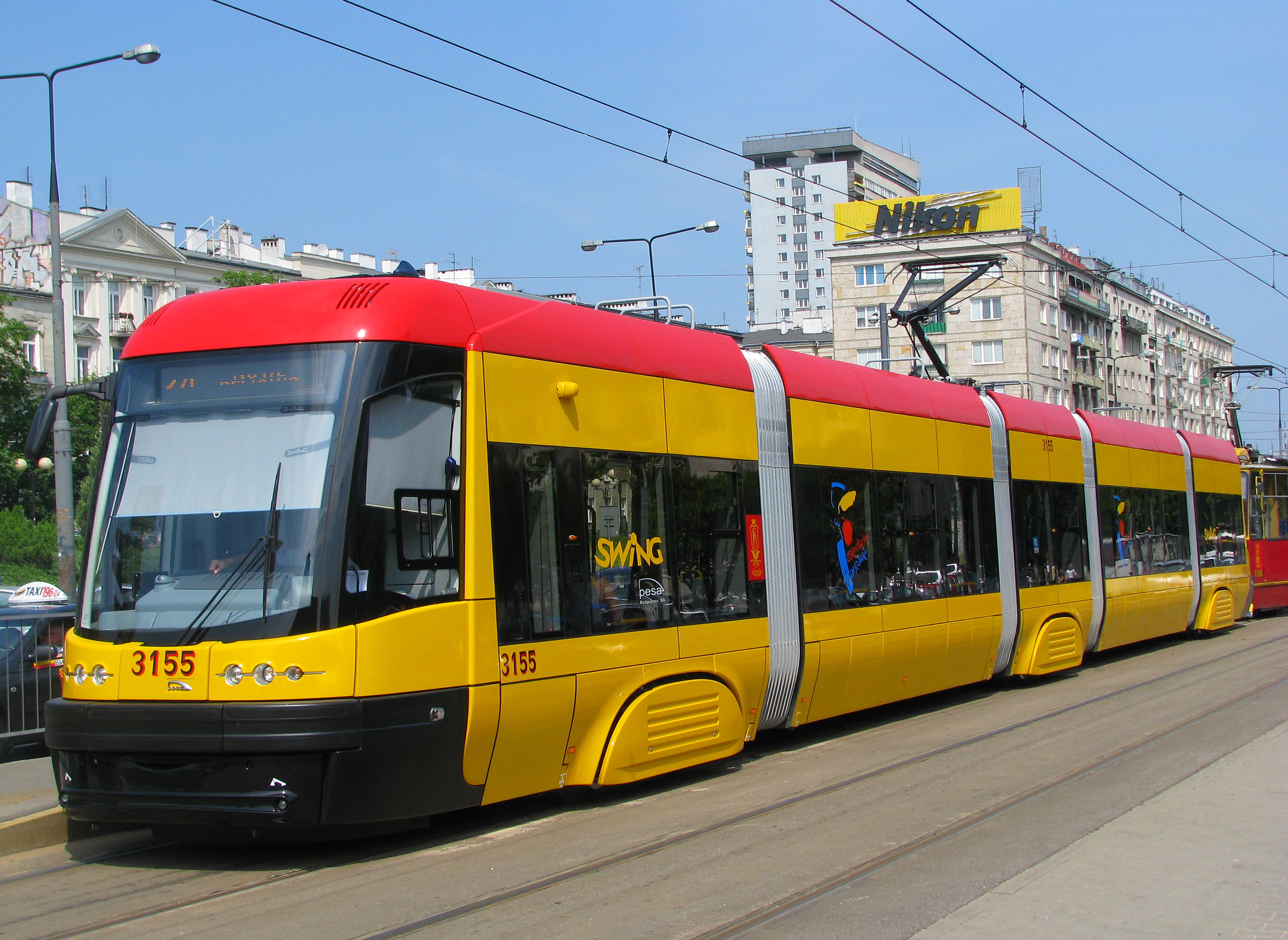
PESA 120Na形路面電車

PESA (「ペサ」、Pojazdy Szynowe PESA Bydgoszcz)とは、ポーランド・ビドゴシチ市に本拠を置く鉄道車両メーカーである。1851年創業でポーランド最古の鉄道車両メーカーであり、ポーランドをはじめとしてドイツ、イタリア、リトアニア、ハンガリー、チェコといったヨーロッパの数々の国に車両を納入している。3500人という雇用者数は、事業所としてはビドゴシチ市で第3位。
PESAはドイツでは以前より地方鉄道に車両を納入してきたが、2012年9月にはドイツ鉄道との間で470両もの車両（PESA 844型 "LiNK" 気動車）納入契約を締結した。ジーメンスやボンバルディアといった世界最大手の車両メーカーが納期遅れや品質問題を頻発させているなか、堅実な実績を誇るPESAのドイツ市場への本格的参入は、良好なポーランド・ドイツ関係を示す歴史的な契約であるとして国内外で注目されている。

## 製品
PESAが製造、または更新工事を行った車両としては、以下のようなものがあげられる。
- 電車(EMU)[1] : Bydgostia(ED74)、PESA ELF など
- 気動車(DMU)[2] : LiNK、Acatus、PESA 131-134 など
- 路面電車[3]：Swingなど
- ディーゼル機関車・電気機関車[4]
- 客車[5]
- 貨車[5]